# Corvallis (Oregon)
Corvallis [kɔːrˈvælɪs] ist eine Stadt im Benton County im US-Bundesstaat Oregon. Die Stadt hatte bei der Volkszählung 2020 eine Bevölkerungszahl von 59.922. Sie ist der County Seat (Verwaltungssitz) des Benton Countys und wurde im Jahre 1857 als Stadt eingetragen. In Corvallis ist die Oregon State University mit über 38.125 immatrikulierten Studenten beheimatet.
Der National Park Service weist für Corvallis 43 Bauwerke und Stätten im National Register of Historic Places (NRHP) aus (Stand 25. Dezember 2018), darunter der Oregon State University Historic District.

## Städtepartnerschaften
Corvallis unterhält seit 1992 eine Gemeindepartnerschaft zu  Uschhorod in  Transkarpatien, Ukraine und seit 2005 eine zu Gonder in  Amhara, Äthiopien.

## Söhne und Töchter der Stadt
- Harry Lane (1855–1917), Politiker
- Vance Tartar (1911–1991), Biologe und Embryologe
- Elizabeth Hoffman (1927–2023), Schauspielerin
- Jolene Unsoeld (1931–2021), Politikerin
- Barbara Roberts (* 1936), Politikerin
- Randall T. Schuh (* 1943), Entomologe
- Jim Bohannon (1944–2022), Fernseh- und Radiomoderator
- Ben Masters (1947–2023), Schauspieler
- Timothy J. Richmond (* 1948), Molekularbiologe
- Carl Edwin Wieman (* 1951), Physiker und Nobelpreisträger
- Harley Jessup (* 1954), Szenenbildner und Spezialeffektkünstler
- Wayne Krantz (* 1956), Gitarrist
- JR Reed (* 1967), Schauspieler und Musiker
- Carl Swenson (* 1970), Skilangläufer
- Eyvind Kang (* 1971), Komponist und Multiinstrumentalist
- Jordan Smotherman (* 1986), Eishockeyspieler
- Madeleine Thompson (* 1990), Fußballspielerin
- Talanoa Hufanga (* 2000), American-Football-Spieler
- Noah Seitz, Cellist und Musikpädagoge